# Gustav Isaksen
Gustav Tang Isaksen (født 19. april 2001) er en dansk professionel fodboldspiller, der spiller som højrekant for SS Lazio og Danmarks fodboldlandshold.

## Karriere
Isaksen skiftede til Midtjyllands akademi som 12 årig. Før det havde han spillet for Roslev IK. Her skrev han sin første professionelle kontrakt i 2019. Samme år debuterede han i Superligaen d. 25. august 2019 i en 2-0 sejr over SønderjyskE.
I 2023 skiftede han til Italienske Lazio.

### Landshold
Isaksen spillede for flere danske ungdomshold.
Han debuterede for A-landsholdet d. 27. marts 2024 mod Færøerne i en 2-0 sejr, hvor han blev skiftet ind i stedet for Anders Dreyer. Hans første mål for landsholdsmål d. 15. oktober 2024 i en 2-2 kamp mod Schweiz.